# Turčianska Štiavnička
Turčianska Štiavnička (hongrois : Kisselmec) est un village de Slovaquie situé dans la région de Žilina.

## Histoire
La première mention écrite du village date de 1474.

## Démographie

### Évolution de la population
| Année:               | 1994. | 2004.    | 2014.    | 2024.   |
| -------------------- | ----- | -------- | -------- | ------- |
| Nombre de personnes: | 715   | 804      | 920      | 999     |
| Différence:          |       | +12,44 % | +14,42 % | +8,58 % |

| Année:               | 2023. | 2024.   |
| -------------------- | ----- | ------- |
| Nombre de personnes: | 981   | 999     |
| Différence:          |       | +1,83 % |